# David Duke Jr.
David Duke Jr. (Providence, Rhode Island, 13 de octubre de 1999) es un jugador de baloncesto estadounidense que pertenece a la plantilla de los San Antonio Spurs de la NBA, con un contrato dual que le permite jugar también en el filial de la G League, los Austin Spurs. Con 1,93 metros de estatura, juega en la posición de base o escolta.

## Trayectoria deportiva

### Universidad
Jugó tres temporadas con los Friars de la Universidad de Providence, en las que promedió 11,5 puntos, 4,2 rebotes, 3,2 Asistencias y 1,1 robos de balón por partido. En su temporada júnior promedió 16,8 puntos y 6,3 rebotes, lo que le valió un puesto en el segundo mejor quinteto de la Big East Conference.
Al término de su tercer año se declaró elegible para el Draft de la NBA, renunciando al curso universitario que le quedaba.

#### Estadísticas
| Año     | Equipo     | PJ | PT | MPP  | %TC  | %3P  | %TL  | RPP | APP | ROB | TPP | PPP  |
| ------- | ---------- | -- | -- | ---- | ---- | ---- | ---- | --- | --- | --- | --- | ---- |
| 2018–19 | Providence | 34 | 34 | 24.7 | .387 | .297 | .689 | 2.6 | 2.1 | .7  | .3  | 7.1  |
| 2019–20 | Providence | 31 | 31 | 32.2 | .409 | .420 | .793 | 4.2 | 3.1 | 1.5 | .4  | 12.0 |
| 2020–21 | Providence | 26 | 26 | 37.1 | .387 | .389 | .792 | 6.3 | 4.8 | 1.2 | .3  | 16.8 |
| Total   | Total      | 91 | 91 | 30.8 | .394 | .377 | .769 | 4.2 | 3.2 | 1.1 | .3  | 11.5 |

### Profesional
Tras no ser elegido en el Draft de la NBA de 2021, el 8 de agosto firmó contrato con los Brooklyn Nets, que posteriormente el 16 de octubre se convirtió en un contrato dual que le permite jugar también en el filial de la G League, los Long Island Nets.
El 11 de septiembre de 2023 firmó con los Philadelphia 76ers, pero fue despedido el 20 de octubre. Ocho días después, se unió a su filial, a los Delaware Blue Coats.
El 14 de diciembre de 2023, firmó un contrato dualcon los San Antonio Spurs.

## Estadísticas de su carrera en la NBA

### Temporada regular
| Año     | Equipo      | PJ | PT | MPP  | %TC  | %3P  | %TL   | RPP | APP | ROB | TPP | PPP |
| ------- | ----------- | -- | -- | ---- | ---- | ---- | ----- | --- | --- | --- | --- | --- |
| 2021-22 | Brooklyn    | 22 | 7  | 15.5 | .361 | .243 | .810  | 3.0 | .8  | .6  | .3  | 4.7 |
| 2022-23 | Brooklyn    | 23 | 0  | 9.9  | .462 | .083 | .706  | 1.3 | .9  | .4  | .0  | 3.7 |
| 2023-24 | San Antonio | 4  | 0  | 12.8 | .556 | .500 | 1.000 | 2.5 | 1.3 | .5  | .0  | 6.5 |
| 2024-25 | San Antonio | 6  | 0  | 5.7  | .429 | .500 | .500  | .8  | .7  | .2  | .0  | 2.7 |
| Total   | Total       | 55 | 7  | 11.9 | .417 | .262 | .737  | 2.0 | .9  | .5  | .1  | 4.2 |

### Playoffs
| Año   | Equipo   | PJ | PT | MPP | %TC  | %3P  | %TL | RPP | APP | ROB | TPP | PPP |
| ----- | -------- | -- | -- | --- | ---- | ---- | --- | --- | --- | --- | --- | --- |
| 2023  | Brooklyn | 1  | 0  | 4.7 | .333 | .000 | —   | .0  | .0  | .0  | .0  | 2.0 |
| Total | Total    | 1  | 0  | 4.7 | .333 | .000 | —   | .0  | .0  | .0  | .0  | 2.0 |